# Ringvaartbrug A5
De Ringvaartbrug A5, aangeduid als Kunstwerk 511, is een kunstwerk in de provincie Noord-Holland.
Het bouwwerk is gelegen in de Rijksweg 5 / Westrandweg en voert over de Ringvaart van de Haarlemmermeer. Het architectenbureau Zwarts & Jansma Architecten was verantwoordelijk voor het ontwerp van deze rijksweg en al haar kunstwerken. De weg werd met het oog op de landelijke gebieden als een lange "natuurlijke" sliert uitgevoerd. Over de aanleg werd jarenlang geprocedeerd tot aan de Raad van State aan toe. In 2009 werd het startsein gegeven en begon Rijkswaterstaat met het aanleggen van het gedeelte tussen de Rijksweg 9 en de Tweede Coentunnel. In dat traject werden twee opmerkelijk kunstwerken opgenomen, de brug over de Ringvaart en een 3,3 kilometer lang viaduct langs en boven de Amsterdamse Basisweg.
Omdat er maar een beperkt aantal brugpijlers mogelijk waren in dit gat in het dijklichaam waarop de weg ligt, moest er gebruik gemaakt worden van extreem lange liggers. Voor deze kokerliggerbrug ontwikkelde Spanbeton uit Koudekerk aan den Rijn een nieuwe kokerligger die zijn aanduidde als PIQ, ze is aan de onderzijde voorzien van flenzen. Voor de brug waren tientallen liggers nodig met elk een gewicht van circa 155.000 kilogram. De benodigde maximale lengte was 61,75 per ligger; 3 meter langer dan de tot dan toe langste betonliggers in de brug over het Van Starkenborghkanaal bij Groningen. Behalve dat er gebruik gemaakt werd van lange liggers, was ook de aanvoer van de liggers bijzonder. Zij werden vanuit Koudekerk aangevoerd met diepladers met daarachter een lorry. Eenmaal aangekomen bij de bouwput werd de lorry de leider in het transport; de dieplader reed er achteruit achteraan. De lorry reed vervolgens op een ponton in de vaart. De liggers werden door middel van twee hijskranen naar hun ligplaats gebracht.
De lengte van het viaduct werd mede bepaald door wat onder het viaduct kwam te liggen. De Westrandweg nadert de Ringvaart Haarlemmermeer vanuit het noorden in een scherpe hoek. De snelweg staat met haar oostelijk landhoofd in de Osdorper Binnenpolder, waar ecologische waarden gehandhaafd moesten worden. Daarna volgt de oostelijke dijk van de ringvaart met fietspad. In totaal zijn daar vier overspanningen van elk circa 40 meter. Dan volgt de overspanning van 60 meter van de ringvaart. Aan de westzijde volgt de circa 30 meter lange overspanning van de Lijnderdijk, de westelijke dijk van de ringvaart. Daarna volgt nog een overspanning van circa 30 meter over een grasland tot aan het westelijk landhoofd in de Haarlemmermeerpolder.